# Kento Masuda
Kento Masuda —増田 顕人 Masuda Kento— (Katori, 29 de juny de 1973) és un músic i compositor (japonès). Mestre de l'Orde de Sant Silvestre. Masuda és també membre de l'Acadèmia Nacional de les Arts i les Ciències i un pianista líder internacional de Kawai. Arxivat 2019-06-06 a Wayback Machine. Arxivat 2019-07-15 a Wayback Machine.

## Discografia seleccionada
- 1992 Wheel of Fortune
- 1995 Fouren
- 1998 Myojyow
- 1999 Memories
- 2000 Music Magic
- 2003 Hands
- 2006 GlobeSounds
- 2010 Light Speed+
- 2012 All in the Silence
- 2014 Loved One
- 2021 Kentoverse